# Run Through the Jungle
Singles de Creedence Clearwater Revival
Travelin' Band / Who'll Stop the Rain
(1970) Lookin' Out My Back Door / Long As I Can See the Light
(1970)
Pistes de Cosmo's Factory
Lookin' Out My Back Door Up Around the Bend
Run Through the Jungle (littéralement « Courir à travers la jungle ») est une chanson du groupe de rock 'n' roll américain Creedence Clearwater Revival, écrite par John Fogerty. Elle sort en avril 1970 en face B d'un 45 tours partagé avec le morceau Up Around the Bend. Les deux titres sont présents sur l'album Cosmo's Factory.
Le single Up Around the Bend / Run Through the Jungle est certifié disque de platine aux États-Unis pour 1 000 000 d'exemplaires vendus.

## Sujet de la chanson
La chanson a longtemps été considérée comme une critique de la guerre du Viêt Nam, mais John Fogerty a révélé dans une interview accordée à Dan Rather en janvier 2016 que le véritable sujet de la chanson est la prolifération des armes à feu aux États-Unis,.
Le malentendu est venu du titre de la chanson pris au sens propre et du fait que le groupe avait déjà critiqué de manière implicite le conflit vietnamien avec Fortunate Son ou Who'll Stop the Rain.

## Reprises
Run Through the Jungle a notamment été reprise par The Gun Club en 1982 sur l'album Miami, par Jeff Healey et Link Wray.

## John Fogerty contre Fantasy Records
En 1985, John Fogerty se retrouve accusé d'avoir plagié une de ses propres chansons : Run Through the Jungle. Cette année-là, il sort un album solo intitulé Centerfield sur lequel figure la chanson The Old Man Down the Road qui, selon Saul Zaentz, le patron de l'ancien label de Creedence Clearwater Revival, Fantasy Records, n'est qu'une copie de Run Through the Jungle. Il poursuit le chanteur pour plagiat.
Saul Zaentz est en effet propriétaire des droits des chansons de CCR depuis la séparation du groupe et la rupture du contrat liant celui-ci à Fantasy Records.
Après des années de procédure, l'issue est favorable à John Fogerty.

## Caractéristiques
(novembre 2011).
Le morceau se définit par son ambiance étrange et inquiétante, contrastant avec la plupart des autres pistes de l'album comme Travelin' Band ou Up Around the Bend[réf. nécessaire] de conception beaucoup plus énergique. L'atmosphère particulière est présente dès le début de la chanson avec un son de guitare saturé et intrigant[réf. nécessaire]. La partie de basse accentue cet effet et lance le morceau. Les arpèges de guitares sont assez révélateurs du climat qui s'installe lentement[réf. nécessaire]. Contrairement aux habitudes de compositions de John Fogerty, l'habituel chorus de guitare est remplacé par un long solo d'harmonica.

## Classements hebdomadaires et certifications
| Classement (1970)                       | Meilleure place |
| --------------------------------------- | --------------- |
| Belgique (Flandre Ultratop 50 Singles)  | 15              |
| Belgique (Wallonie Ultratop 50 Singles) | 4               |
| États-Unis (Billboard Hot 100)          | 4               |

| Pays                    | Certification | Date       | Unités certifiées |
| ----------------------- | ------------- | ---------- | ----------------- |
| États-Unis (RIAA)       | Platine       | 30/11/2018 | 1 000 000         |
| Nouvelle-Zélande (RMNZ) | Platine       | 03/10/2024 | 30 000            |
| Royaume-Uni (BPI)       | Argent        | 14/03/2025 | 200 000           |

## Utilisations dans l'audiovisuel
La chanson est présente dans le film Triple frontière (2019).
La chanson est le thème du menu du jeu vidéo Rising Storm 2: Vietnam se déroulant durant la guerre du Viet Nam.
Elle est aussi présente dans le film Air America.